# Caixa de Pensions per a la Vellesa i d'Estalvi (Sabadell)
La Caixa de Pensions per a la Vellesa i d'Estalvi és una obra de Sabadell (Vallès Occidental) protegida com a Bé Cultural d'Interès Local.

## Descripció
Edifici neogòtic format per planta baixa, quatre plantes i una cinquena planta, on hi ha un àtic amb un terrat cobert de pèrgoles. La façana presenta una composició simètrica i presenta elements medievalistes com per exemple la finestra coronella del primer pis.
A la planta baixa hi ha grans finestres d'arc i columnes. Les obertures de la resta de la façana destaquen pel color del seu emmarcat. L'edifici està coronat per un grup escultòric de Frederic Marés Deulovol.

## Història
El 1921 es fa el primer projecte de l'arquitecte Lluís Planas i el1923 es fa el segon (Enric Sagnier). En el 1950 es va reformar la façana (J. Padrós) i dos anys més tard s'afegí dues plantes i un àtic.